# Кінські острови
Кі́нські острови́ — ландшафтний заказник місцевого значення в Україні. Розташований у Світловодському районі Кіровоградської області, на північний захід від села Велика Андрусівка.
Площа 114 га. Статус присвоєно згідно з рішенням Кіровоградської обласної ради 1995 року. Відповідальна установа — Великоандрусівська сільська рада.
Заказник розташований в акваторії Кременчуцького водосховища на відстані 4-7 км від південного узбережжя. Має значну наукову та природоохоронну цінність як місце зростання рідкісних для області псамофітних рослинних угруповань. Місце гніздування та перебування рідкісних видів птахів — кулика-сороки, орлана-білохвоста (Червона книга України) та інших тварин.

## Опис
Групу Кінських островів складають декілька островів, один з яких є значно більшим за площею від інших — це так званий Великий Кінський. У геоморфологічному відношенні острови являють собою останці борової тераси Дніпра — найвищі її ділянки, які підіймаються над затопленою заплавою.
Рельєф островів, особливо Великого Кінського, хвилястий, з невисокими плескатими підвищеннями та округлими або овальними зниженнями. Відповідно до цього, на островах сформувався гідрофільно-псамофітний комплекс.
На підвищеннях переважають характерні для островів псамофітні угруповання з переважанням полину дніпровського і жита лісового. Останній вид часто трапляється на піщаних терасах Дніпра, місцями утворюють схожі на посіви культурного жита зарості, проте для області — це рідкісний вид. У цих групованнях добре виявлене ядро характерних для пісків видів: козельці українські, костриця Беккера, смілка татарська, келерія сиза, аспарагус багатолистий.
Серед рослин, що виявлені на піщаних підвищеннях, є чимало рідкісних та малопоширених. Тут є великі популяції сон-трави чорніючої — виду, занесеного до Червоної книги України. Виявлені два нових для флори Кіровоградщини види — ендемічна волошка дніпровська (о. Малий Кінський) і смовдь піскова (велика популяція на о. Великий і Кінський).
Малопоширеними видами є воловик Гмеліна, якірці сланкі (південний вид, що знаходиться тут і на північній межі ареалу), чебрець Паласса і волошка сумська. Псамофітні угруповання Кінських островів, своєрідні і рідкісні для Кіровоградщини, мають значну наукову цінність.
У зниженнях рослинність змінюється в залежності від їхнього глибини та обводнення. В неглибоких плоских зниженнях переважають угруповання куничника наземного, місцями — осоки колхідської. У глибоких зниженнях переважають угруповання очерету і рогозу широколистого. В гідрофільних угрупованнях наявні типові лучні та болотні види: вовконіг європейський, шоломниця ковпаконосна, авран лікарський, сусак зонтичний, частуха подорожникова.
Фауна хребетних островів досить своєрідна і різноманітна. Найбагатшим її компонентом є птахи. З видів, що гніздяться, найчисленніші ластівка берегова, нечисленні — ремез, ворона сіра, очеретянка велика, курочка водяна, норець великий, крижень, чирянка велика. Особливо слід відзначити, що острови є місцем гніздування кулика-сороки, занесеного до Червоної книги України, а також регіонально рідкісних видів — грицика великого і набережника. Деякі птахи, що тут не гніздяться, регулярно відвідують острови і використовують їх як місця відпочинку та здобування їжі, це — чапля сіра та чепура велика, квак, мартин звичайний, крячки річковий та малий, підсоколик великий, синиця велика, крук.
Із ссавців на островах мешкає лише лисиця звичайна. На Великому Кінському острові досить численними є ящірки прудкі.
Прилеглі до островів мілини є важливим місцем нересту риб.